# مرا به خانه ببر (فیلم ۱۹۲۸)
«من را به خانه ببر» (انگلیسی: Take Me Home) یک فیلم به کارگردانی مارشال نیلان است که در سال ۱۹۲۸ منتشر شد. از بازیگران آن می‌توان به ببه دنیلز و نیل همیلتون اشاره کرد.